# 天北線
天北線（てんぽくせん）は、日本国有鉄道（国鉄）、および北海道旅客鉄道（JR北海道）が運営していた鉄道路線（地方交通線）である。北海道中川郡音威子府村の音威子府駅から枝幸郡浜頓別町の浜頓別駅を経て、稚内市の南稚内駅までを結んでいた。
国鉄再建法の施行により1985年（昭和60年）8月に第2次特定地方交通線に選定され、JR北海道に承継されて2年余り後の1989年（平成元年）5月1日に廃止された。特定地方交通線に指定された旧・国鉄の路線としては、最長の路線距離を有していた。
線名は、敷設されていた地域の令制国名「天塩国」と「北見国」から採られている。

## 路線データ（廃止時）
- 管轄：北海道旅客鉄道（第一種鉄道事業者）
- 路線距離（営業キロ）：音威子府駅 - 浜頓別駅 - 南稚内駅間 148.9 km
- 駅数：30（起終点駅を含む）
- 軌間：1,067 mm（狭軌）
- 全線単線
- 電化方式：全線非電化
- 閉塞方式：タブレット閉塞式（併合閉塞は票券閉塞式）
交換可能駅数：7（小頓別、敏音知、中頓別、浜頓別、鬼志別、曲淵、声問）
  - 1986年10月31日まで猿払駅、樺岡駅には交換設備があったが撤去。また、小石駅には交換設備がなかったが、1986年10月31日までは閉塞の取り扱いを行っていた（かつては、上音威子府駅・上頓別駅・松音知駅・下頓別駅・山軽駅・浅茅野駅・芦野駅・小石駅・沼川駅・恵北駅にも交換設備が設置されていた）。
  - 声問駅には路線廃止まで運転扱いの駅員が配置されていたが、乗車券発売は行っていなかった。

## 歴史
日本統治下の南樺太への連絡鉄道として建設された宗谷本線の当初のルートである。音威子府から稚内へは幌延経由の天塩線ルートの方が短距離であるにもかかわらず、浜頓別の開拓のため、大きく迂回する北見線ルートが先行し、1922年に稚内駅（現在の南稚内駅）まで全通した。1926年、音威子府 - 稚内間に、より距離の短い天塩線が幌延経由のルートで全通すると、1930年に天塩線が宗谷本線に編入され、音威子府 - 浜頓別経由 - 稚内間の旧来のルートは北見線（きたみせん）として分離された。

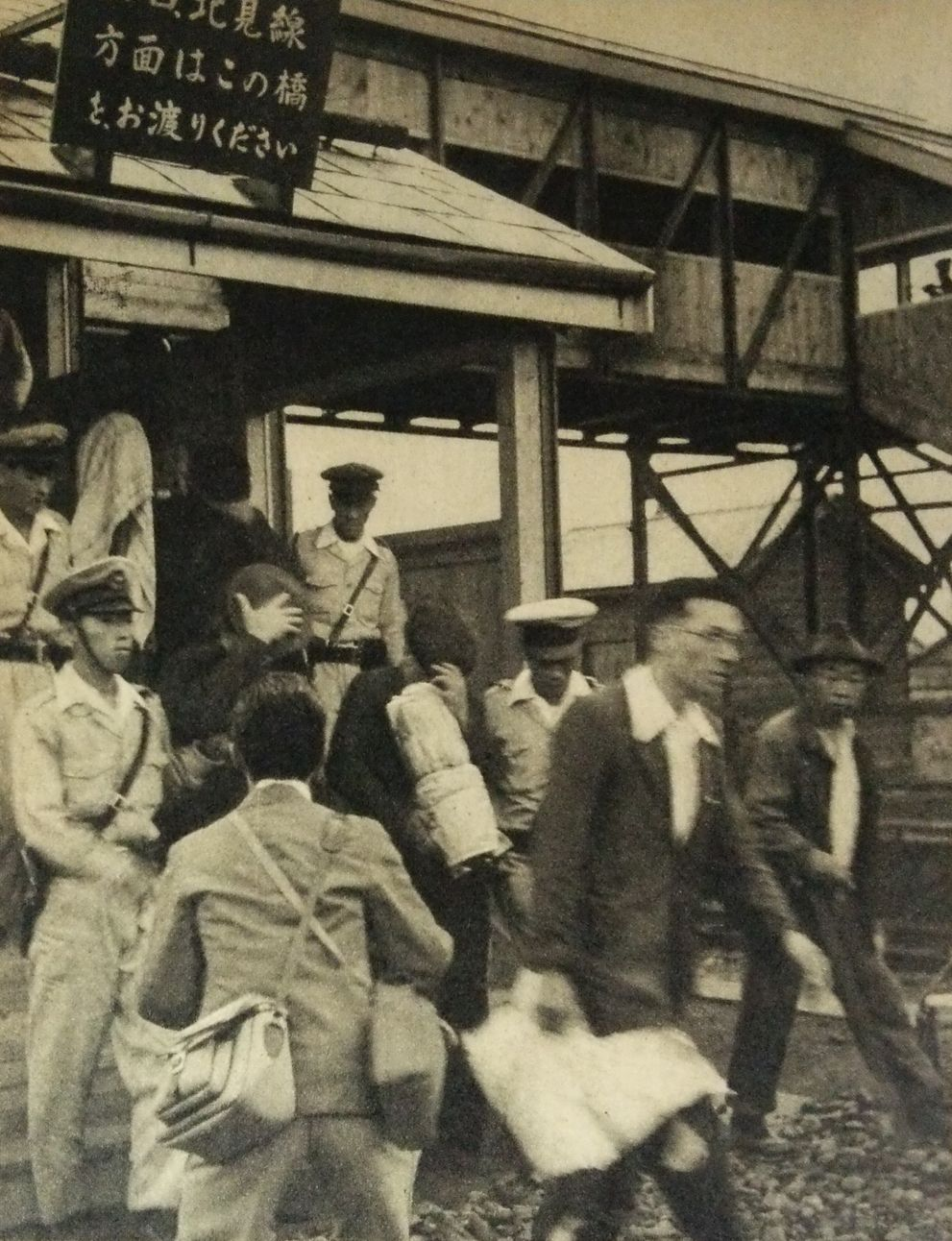
北見線を案内する駅跨線橋の表示。

1942年6月10日には常呂郡野付牛町が市制施行して北見市となり、網走本線野付牛駅も同年10月1日に北見駅に改称されていたことから、1961年10月1日の全国的な白紙ダイヤ改正（サンロクトオ）を機に、北見線は天北線に改称された。
1980年11月28日に国鉄再建法が成立すると、1982年11月22日に第2次特定地方交通線に指定されたが、冬季の代替輸送に問題があるとして、1984年6月20日、北海道内の長大4線（天北線・名寄本線・池北線・標津線）は一時、廃止承認は見送られた。
しかし、運輸省が現地調査を行い、過去の気象と道路状況のデータを分析した結果、並行道路でのバス代替は可能との結論に達した。列車並みのダイヤでバスを運行すると早朝の除雪が必要となるが、転換交付金（1kmあたり3000万円）でまかなうこととし、問題がなくなったとして、1985年8月2日に追加廃止承認された。
国鉄分割民営化後の1988年9月7日に自民党・社会党の政治折衝で天北線は全線バス転換とし、同年9月17日に政治折衝を受けての北海道案を示した。冬の厳しい気候などから沿線自治体にはあくまで鉄路存続を望む声が強かったが、同年10月24日に天北線対策協議会の代表者会議で北海道案に沿ってバス転換することで最終合意し、同年11月4日の第4回特定地方交通線対策協議会でバス転換を正式決定した。1989年5月1日に全線廃止となった。
廃止の時点まで、急行「天北」が運行されていた。第三セクター鉄道など他の事業者に運営を引き継ぐことなく、優等列車が運行された状態で全線廃止となった路線は、国鉄・JRの歴史上当線が初めてである。

### 年表
- 1914年（大正3年）11月7日：国有鉄道宗谷線の音威子府駅 - 小頓別駅間が延伸開業。同区間に上音威子府駅、小頓別駅（いずれも一般駅・直営駅）を開設[2]。
- 1916年（大正5年）10月1日：小頓別駅 - 中頓別駅間が延伸開業。同区間に上頓別駅、敏音知駅、松音知駅、中頓別駅（いずれも一般駅・直営駅）を開設[3]。
- 1918年（大正7年）8月25日：中頓別駅 - 浜頓別駅間が延伸開業。同区間に下頓別駅、浜頓別駅（いずれも一般駅・直営駅）[3][4]を開設。
- 1919年（大正8年）
  - 10月20日：旭川駅 - 音威子府駅 - 浜頓別駅間が宗谷線から宗谷本線に改称。
  - 11月1日：浜頓別駅 - 浅茅野駅間が延伸開業。同区間に山軽駅、浅茅野駅（いずれも一般駅・直営駅）を開設[4]。
- 1920年（大正9年）11月1日：浅茅野駅 - 鬼志別駅間が延伸開業。同区間に猿払駅、芦野駅、鬼志別駅（一般駅・直営駅）を開設[4]。
- 1921年（大正10年）10月5日：旭川駅 - 音威子府駅 - 鬼志別駅間が宗谷本線から宗谷線に再改称。
- 1922年（大正11年）
  - 11月1日：鬼志別駅 - 稚内駅（初代）間が延伸開業。同区間に小石駅、曲淵駅、沼川駅、樺岡駅、幕別駅（後の恵北駅）、声問駅、稚内駅（初代）（いずれも一般駅・直営駅）を開設[4][5]。
  - 11月4日：旭川駅 - 音威子府駅 - 浜頓別駅 - 稚内駅（初代）間が宗谷線から宗谷本線に再改称。旭川駅 - 永山駅間に新旭川駅（しんあさひがわ：一般駅・直営駅）を開設[6]。
- 1923年（大正12年）5月1日：稚内駅（初代） - 大泊港駅間の稚泊航路を開設。
- 1924年（大正13年）6月1日：函館駅 - 稚内駅（初代）間の急行1・2列車の急行区間が従来の函館駅 - 滝川駅間から函館駅 - 名寄駅間に延長され、当路線初の優等列車が運転開始。名寄駅 - 浜頓別駅 - 稚内駅（初代）間は引き続き普通列車として運転。
- 1926年（大正15年）9月25日：天塩線（3代）の全通に伴い、それまで浜頓別経由だった急行1・2列車を幌延経由に変更。
- 1928年（昭和3年）12月26日：稚内駅（初代） - 稚内港駅間を延伸開業[7]。同区間に稚内港駅を新設[8]。
- 1930年（昭和5年）4月1日：天塩線が宗谷本線に編入され、旭川駅 - 幌延駅 - 稚内港駅間 (258.9km) が宗谷本線となる[9][7]。同時に、音威子府駅 - 浜頓別駅 - 稚内駅間 (149.9km) が宗谷本線から分離され、北見線に改称[10]。
- 1939年（昭和14年）2月1日：稚内駅（初代）を南稚内駅に改称。同時に、宗谷本線の稚内港駅を稚内駅（2代目）に改称[11]。
- 1949年（昭和24年）6月1日：公共企業体日本国有鉄道（国鉄）に移管。
- 1952年（昭和27年）11月6日：南稚内駅が移転。これに伴い、声問駅 - 南稚内駅間が改キロ (-1.0km)。
- 1955年（昭和30年）
  - 12月1日：気動車の運行開始[10]。
  - 12月2日：上駒・寿・常盤・飛行場前・宇遠内の各仮乗降場を新設[11]。
- 1956年（昭和31年）
  - 2月26日：客貨混合列車を廃止し、客貨分離。同時に、全列車が気動車による運転となる[10]。
  - 5月1日：恵野仮乗降場・周磨仮乗降場を新設[11]。
  - 11月19日：安別仮乗降場を新設[11]。
- 1959年（昭和34年）11月1日：新弥生仮乗降場を新設[11]。
- 1961年（昭和36年）
  - 4月1日：北見線が天北線に改称[10]。
  - 10月1日：札幌駅 - 稚内駅間を当線経由で運行する急行「天北」新設[10]。
- 1963年（昭和38年）10月1日：幕別駅を恵北駅に改称[5]。
- 1965年（昭和40年）10月：天北栄仮乗降場を廃止（新設日不明）[2]。
- 1967年（昭和42年）10月1日：北頓別仮乗降場を廃止（新設日不明）[4]。
- 1969年（昭和44年）2月1日：山軽駅を無人化。
- 1973年（昭和48年）9月17日：上音威子府・上頓別・松音知・芦野・小石・樺岡・恵北・声問の各駅を無人化し、出札・改札を中止。小石・樺岡・声問の各駅は閉塞扱いの運転要員のみに[新聞 14]。
- 1982年（昭和57年）
  - 6月1日：下頓別駅・浅茅野駅を無人化。
  - 11月22日：第2次特定地方交通線として廃止承認を申請[10][新聞 3]。
- 1984年（昭和59年）2月1日：中頓別駅・浜頓別駅の貨物取り扱い廃止に伴い、全線 (148.9km) の貨物営業を廃止[10][新聞 15]。
- 1985年（昭和60年）8月2日：第2次特定地方交通線として廃止を承認[新聞 5]。
- 1986年（昭和61年）11月1日：猿払駅・沼川駅を無人化。猿払駅・樺岡駅の交換設備を廃止。小石駅の閉塞扱いを廃止。
- 1987年（昭和62年）
  - 3月31日：恵野・周磨・上駒・寿・常盤・安別・飛行場前・宇遠内の各仮乗降場を、それぞれ駅に変更[3][4][5]。新弥生仮乗降場を臨時乗降場に変更[3]。
  - 4月1日：国鉄分割民営化に伴い、全線が北海道旅客鉄道（JR北海道）に承継。新弥生臨時乗降場を季節営業の臨時駅（4月1日から11月30日まで営業）に変更。
  - 6月1日：恵北駅 - 声問駅間に東声問駅（臨時駅）を設置[5]。この日のみ営業[5]。
  - 11月10日：上音威子府駅を季節営業の臨時駅（4月1日から11月30日まで営業）に変更[2]。新弥生駅（臨時駅）を通年営業に変更[3]。
- 1989年（平成元年）5月1日：全線 (148.9km) を廃止[10][新聞 1][新聞 2]し、宗谷バスのバス路線に転換。急行「天北」は宗谷本線経由に変更し、「宗谷」に編入。

## 運転
1989年3月11日改正時点の列車運転本数

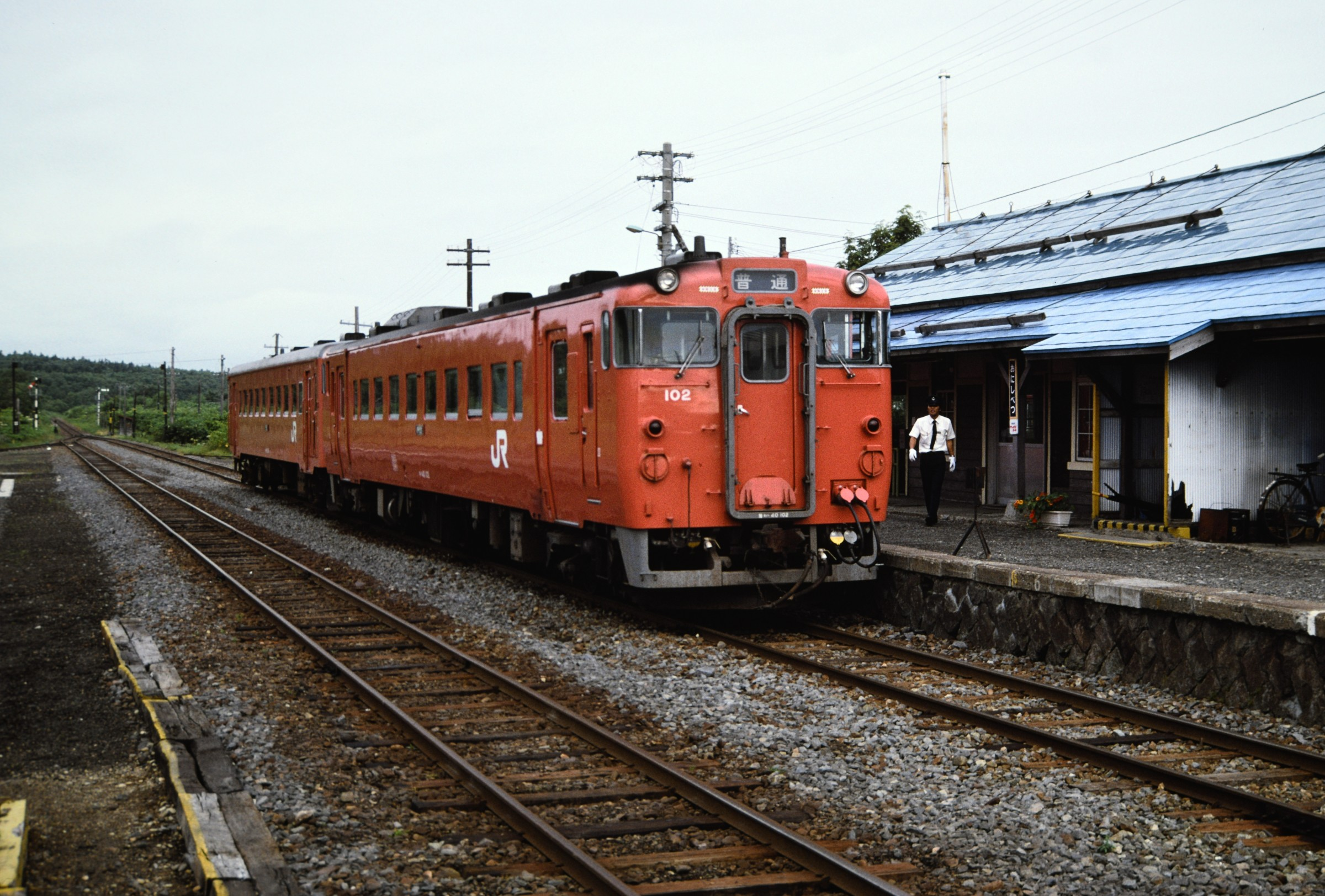
鬼志別駅に停車中のキハ40 102とキハ22の音威子府行普通列車（1988年）

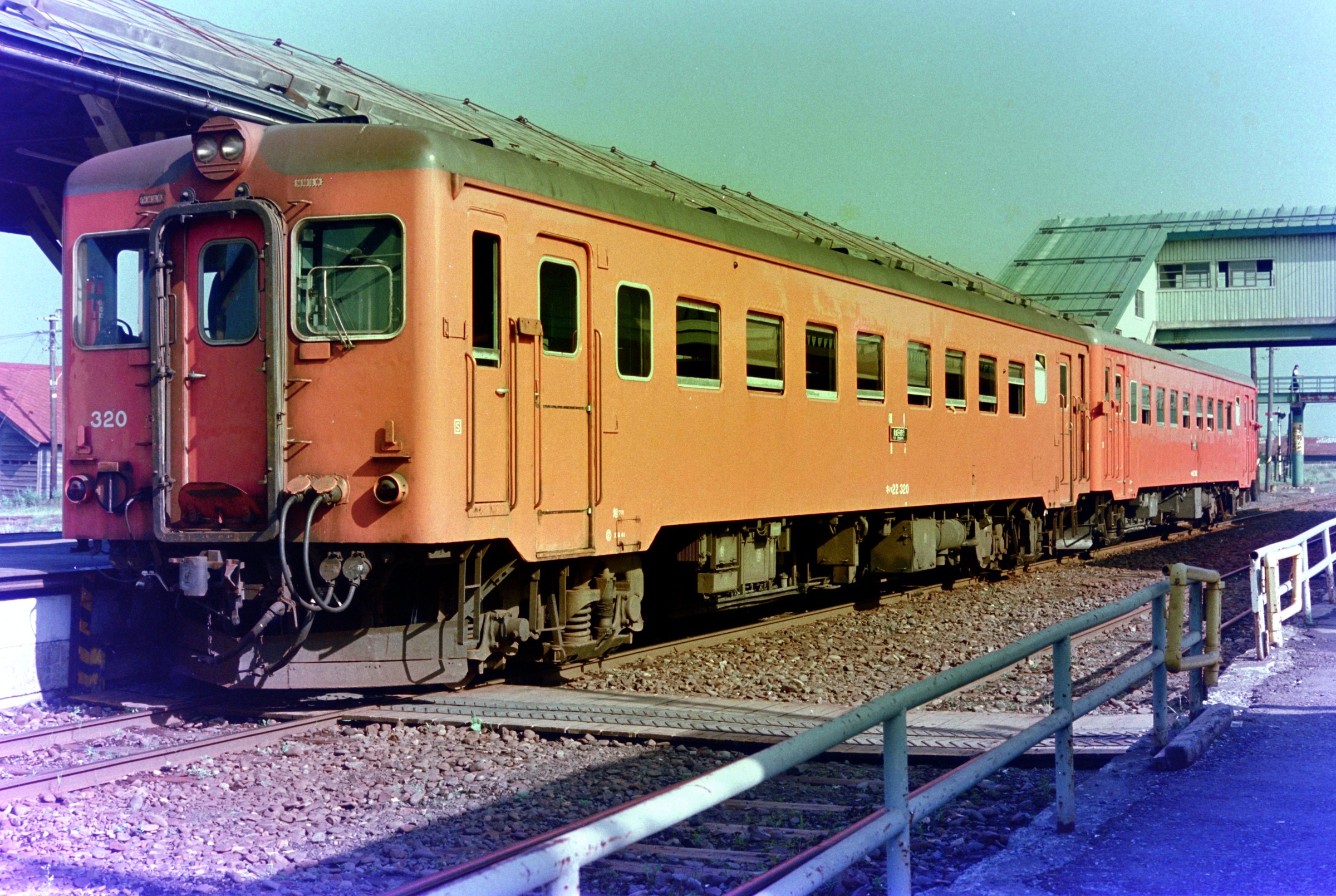
浜頓別駅に停車中の稚内発の上り一番列車。キハ22 320他2連の後部1両は当駅切り離しの上、興浜北線の運用となる（1984年）

- 急行「天北」札幌駅 - 音威子府駅 - 浜頓別駅 - 稚内駅間1往復
  - 天北線内停車駅：音威子府駅・小頓別駅・中頓別駅・浜頓別駅・鬼志別駅・南稚内駅・稚内駅
- 普通列車
  - 音威子府駅 - 稚内駅間（全線直通） 下り6本、上り5本
  - 音威子府駅 - 浜頓別駅間 1往復 （朝上り1本、夜下り1本）
  - 稚内駅 - 曲淵駅間 夕方上り1本
  - 稚内駅 - 声問駅間 朝1往復（日曜・祝日は運休、ただし上りは稚内発南稚内止めとして宗谷本線内のみ運転）
- 興浜北線廃止前は、興浜北線用の車両を併結した音威子府駅からの下り初列車を浜頓別駅で分割し、夜に上り終列車に併結して音威子府駅に戻るという興浜北線と一体化した運用がなされていた。

## 駅一覧
所在地の自治体名は、廃止時点のもの。全駅北海道に所在。
| 駅名               | 駅間 キロ | 営業 キロ | 接続路線                                   | 所在地   | 所在地 | 所在地     |
| ------------------ | --------- | --------- | ------------------------------------------ | -------- | ------ | ---------- |
| 音威子府駅         | -         | 0.0       | 北海道旅客鉄道：宗谷本線                   | 上川支庁 | 中川郡 | 音威子府村 |
| （臨）上音威子府駅 | 5.4       | 5.4       |                                            | 上川支庁 | 中川郡 | 音威子府村 |
| 天北栄仮乗降場     | 6.2       | (11.6)    |                                            | 宗谷支庁 | 枝幸郡 | 中頓別町   |
| 小頓別駅           | 4.0       | 15.6      | 歌登町営軌道（1970年11月1日廃止）          | 宗谷支庁 | 枝幸郡 | 中頓別町   |
| 上頓別駅           | 5.0       | 20.6      |                                            | 宗谷支庁 | 枝幸郡 | 中頓別町   |
| 恵野駅             | 2.6       | (23.2)    |                                            | 宗谷支庁 | 枝幸郡 | 中頓別町   |
| 敏音知駅           | 3.9       | 27.1      |                                            | 宗谷支庁 | 枝幸郡 | 中頓別町   |
| 周磨駅             | 4.1       | (31.2)    |                                            | 宗谷支庁 | 枝幸郡 | 中頓別町   |
| 松音知駅           | 3.3       | 34.5      |                                            | 宗谷支庁 | 枝幸郡 | 中頓別町   |
| 上駒駅             | 2.9       | (37.4)    |                                            | 宗谷支庁 | 枝幸郡 | 中頓別町   |
| 中頓別駅           | 5.1       | 42.5      |                                            | 宗谷支庁 | 枝幸郡 | 中頓別町   |
| 寿駅               | 4.1       | (46.6)    |                                            | 宗谷支庁 | 枝幸郡 | 中頓別町   |
| 新弥生駅           | 1.4       | (48.0)    |                                            | 宗谷支庁 | 枝幸郡 | 中頓別町   |
| 下頓別駅           | 3.6       | 51.6      |                                            | 宗谷支庁 | 枝幸郡 | 浜頓別町   |
| 常盤駅             | 3.2       | (54.8)    |                                            | 宗谷支庁 | 枝幸郡 | 浜頓別町   |
| 浜頓別駅           | 6.7       | 61.5      | 日本国有鉄道：興浜北線（1985年7月1日廃止） | 宗谷支庁 | 枝幸郡 | 浜頓別町   |
| 北頓別仮乗降場     | -         | -         |                                            | 宗谷支庁 | 枝幸郡 | 浜頓別町   |
| 山軽駅             | 6.2       | 67.7      |                                            | 宗谷支庁 | 枝幸郡 | 浜頓別町   |
| 安別駅             | 2.7       | (70.4)    |                                            | 宗谷支庁 | 枝幸郡 | 浜頓別町   |
| 飛行場前駅         | 2.4       | (72.8)    |                                            | 宗谷支庁 | 宗谷郡 | 猿払村     |
| 浅茅野駅           | 3.9       | 76.7      |                                            | 宗谷支庁 | 宗谷郡 | 猿払村     |
| 猿払駅             | 6.2       | 82.9      |                                            | 宗谷支庁 | 宗谷郡 | 猿払村     |
| 芦野駅             | 4.5       | 87.4      |                                            | 宗谷支庁 | 宗谷郡 | 猿払村     |
| 鬼志別駅           | 6.3       | 93.7      |                                            | 宗谷支庁 | 宗谷郡 | 猿払村     |
| 小石駅             | 5.3       | 99.0      |                                            | 宗谷支庁 | 宗谷郡 | 猿払村     |
| 曲淵駅             | 17.7      | 116.7     |                                            | 宗谷支庁 | 稚内市 | 稚内市     |
| 沼川駅             | 4.3       | 121.0     |                                            | 宗谷支庁 | 稚内市 | 稚内市     |
| 樺岡駅             | 6.2       | 127.2     |                                            | 宗谷支庁 | 稚内市 | 稚内市     |
| 恵北駅             | 9.1       | 136.3     |                                            | 宗谷支庁 | 稚内市 | 稚内市     |
| （臨）東声問駅     | -         | -         |                                            | 宗谷支庁 | 稚内市 | 稚内市     |
| 声問駅             | 5.5       | 141.8     |                                            | 宗谷支庁 | 稚内市 | 稚内市     |
| 宇遠内駅           | 5.0       | (146.8)   |                                            | 宗谷支庁 | 稚内市 | 稚内市     |
| 南稚内駅           | 2.1       | 148.9     | 北海道旅客鉄道：宗谷本線                   | 宗谷支庁 | 稚内市 | 稚内市     |

## 代替バスの状況

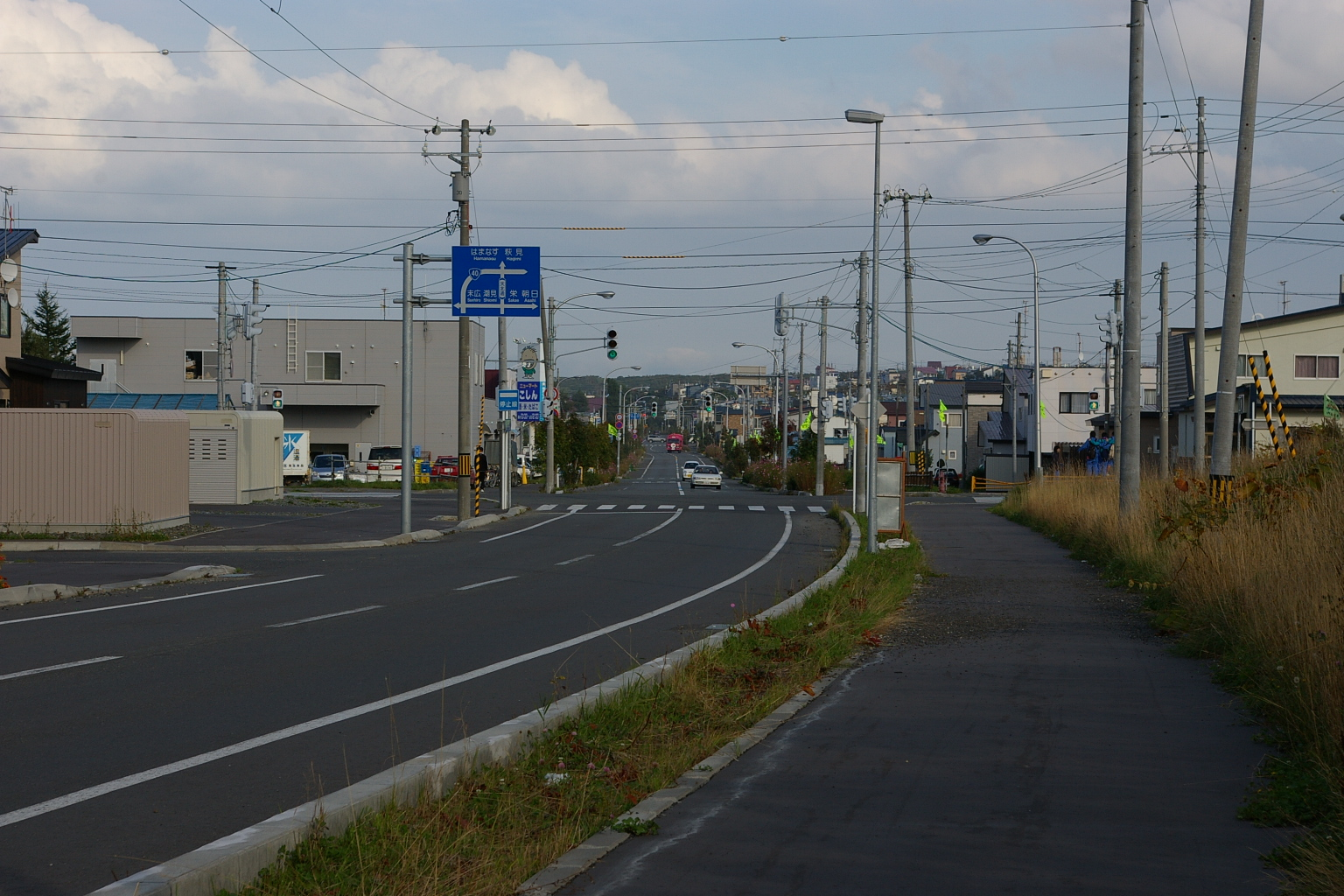
稚内市内の天北線跡地。現在の天北通。

鉄道廃止後、代替バスが運行を開始したが、当時は道路の未舗装部分の工事やバスターミナルの建設が手つかずの箇所もあったため、冬季間の安全確保が未知数なままでのバス転換となった。
廃線後から運行されてきた代替バスの輸送状況は年々悪化の一途をたどり、年間利用客数は2000年の26万人から2012年には15万8,000人と、40%近い減少となった。赤字補てんに使用されてきた転換交付金が数年以内に底をつく状況となったため、再建策として2011年に鬼志別 - 声問間を廃止、同区間は鉄道ルートと関係ない宗谷岬経由に変更し、路線名も「天北宗谷岬線」に変更した。これに際して、鬼志別 - 小石間は猿払村が国の援助を受け、デマンド自動車を代替として設定した（最大12往復）。曲淵 - 声問間は稚内市が宗谷バスに業務委託して「曲渕線」として運行された（3往復）ほか、天北地区、恵北・増幌地区住民および用務客用に乗合タクシーが設定され、住民は自宅送迎が可能となっている。一方、小石 - 曲淵間については代替となる交通手段が設けられなかった（小石地区の65歳以上などの住民は、お寺参りの利用に限って福祉タクシーで曲淵・沼川との往来が可能）。
その後、2016年度を目処に特に利用の少ない音威子府 - 中頓別間の廃止、乗合タクシーへの変更を検討するも、沿線自治体の負担額が現行より増えることが判明したため見送られ、当面はバス路線を現行維持することとなった。
しかし、自治体間バスに対する国の補助金の規制強化が打撃となった。天北宗谷岬線は、これまで国土交通省自動車局の「幹線バス」において、輸送量（輸送密度）が1日あたり15 - 150人と見込まれる赤字路線に該当し、赤字額の2分の1の補填を受けることができた。自治体は補助金の基準を維持するため、回数券を買い支えて輸送密度の基準をクリアさせていたが、会計検査院から2014年（平成26年）度 - 2015年（平成27年）度分の輸送実態のない買い支えに対する改善措置要求が出された。その結果、天北宗谷岬線の買い支えは輸送実態がないものとされ、2019年（令和元年）10月1日から補助金の対象外となった。
これを承けて、経費節減のために2018年10月1日より2便を廃止。2019年10月1日よりさらに5便を廃止し、7便を区間短縮した。
2020年1月29日、稚内市は曲渕線を同年3月限りでの廃止を表明した。4月以降は乗合タクシーの増便で対応する。
2023年9月30日、代替バス「天北宗谷岬線」のうち浜頓別 - 中頓別 - 音威子府間の運行が終了した。10月1日からは同区間で予約制の公営デマンドバスが音威子府発1日3便、浜頓別発1日1便のダイヤで運行されるほか、浜頓別 - 中頓別間では一般乗客もスクールバスへの乗車が可能となった。

## 北オホーツクサイクリングロード
浜頓別 - 猿払の路盤跡、延長21.3㎞が自転車道として舗装されたもの。しかし、鉄道橋を転用した橋の老朽化が進んでいることに加え、ヒグマが出没するようになり、浜頓別町のクッチャロ大橋以北と猿払村内全域で長期通行止めとなっている 。